# Nenad Radulović
Nenad Radulović (Zabojnica kod Knića, 13. rujna 1959. — Beograd, 12. veljače 1990.), poznat i kao Neša Leptir, bio je rock glazbenik, pjevač beogradskog sastava Poslednja igra leptira, a glumio je i u "Indeksovom radio pozorištu".

## Životopis
Radulović je karijeru započeo kao pjevač i vođa pop-rock sastava Poslednja igra leptira 1979. godine. Objavili su dobro prihvaćen album „Napokon ploča“ (1982.), „Ponovo ploča & Druge priče“ (1983.), „Opet ploča - Srce od meda“ (1985.), „Grudi moje Balkanske“ (1986) i „Zajedno smo piškili u pesku“ (1987).
Grupa se raspala 1989. godine, a Radulović je tada objavio svoj jedini solo-album „Niko nema što Piton imade“ koji je bio parodija „novokomponirane muzike“. Za tu prigodu je osmislio lik pod imenom Slobodan Đorđević - Piton, a u okviru tog projekta je nastala i serija emisija za "Indeksovo radio pozorište“.
Počeo je rad na novom albumu, ali je uspio snimiti samo pjesmu „Modra bajka“ prije nego što se razbolio i umro od tumora 12. veljače 1990.
Plato ispred Ustanove kulture "Palilula" u Beogradu, od 17. prosinca 2011. godine, po njemu nosi naziv Plato Neše Leptira.

## Diskografija

### Poslednja Igra Leptira

#### Studijski albumi
- Napokon ploča (1982.)
- Ponovo ploča & druge priče (1983.)
- Opet ploča - Srce od meda (1985.)
- Grudi moje balkanske (1986.)
- Zajedno smo piškili u pesku (1987.)

#### Kompilacije
- Modra bajka - Najbolje (1997.)

### Solo

#### Studijski albumi
- Niko nema što piton imade (1989.)